# Суровручей
Суровручей — ручей в России, протекает по территории Пяльмского сельского поселения Пудожского района Карелии. Длина ручья — 12 км.
Ручей берёт начало из ламбины без названия.
Течёт преимущественно в северо-западном направлении по заболоченной местности.
Ручей в общей сложности имеет три притока суммарной длиной 2,0 км.
Впадает в ручей Калья на высоте 121,4 м над уровнем моря.
Населённые пункты на ручье отсутствуют.
Код объекта в государственном водном реестре — 01040100612202000015973.